# قائمة القلاع والحصون الساسانية
قلاع وحصون الساسانية تُعتبَر القلاع نوع من الأبنية المحصنة والتي كانت تُبنى في أوروبا والشرق الأوسط خلال العصور الوسطى من قبل طبقة النبلاء.

## قائمة قلاع وحصون الساسانية

### أذربيجان
| اسم                | موقع | صورة | ملاحظات |
| ------------------ | ---- | ---- | ------- |
| قلعة الفتاة (باكو) | باكو |      |         |

### العراق
| اسم               | موقع  | صورة | ملاحظات |
| ----------------- | ----- | ---- | --- |
| قلعة سفيد (مندلي) | مندلي |      | قلعة سفيد وهي احدى القلاع الأثرية القديمة في العراق التي يعود تاريخها إلى العهد الساساني، وتقع في محافظة ديالى، قريبة من جنوب مندلي. وهي تل كبير سفوحه منحدرة، عثر على سطحها بقايا كسر لفخاريات تعود إلى العصر العباسي، وكسر فخاريات لمناجل تعود إلى عصر العبيد. |

### السعودية
| اسم         | موقع         | صورة | ملاحظات |
| ----------- | ------------ | ---- | --- |
| قلعة القطيف | مدينة القطيف |      | تقع قلعة القطيف على تل مرتفع وإليها كانت تُوجّه جداول البيوت وانصباب المياه، كما كانت تُحيطها واحة القطيف بأشجار النخيل والمزارع على منتصف الشاطئ الموازي للواحة في السابق، ورغم أنها كانت على ضفاف البحر من الجانب الشرقي إلّا أن مد البحر لم يكن يدخل بيوتها حتى وقت ارتفاع المد بأواسط وآواخر الشهر القمري. وكانت تظهر طبيعة أرض التّل المرتفع القاسية عند حفر الآبار داخل القلعة، حيث كانت تستغرق العملية زمناً لقطع وتكسير الصخور ومن ثم نزح الرمل إلى حين الوصول إلى الماء. كان عمق آبار القلعة من سطح الأرض إلى الماء الجوفيّ يتراوح بين خمسة إلى ثمانية أمتار. موقع قلعة القطيف سابقاً يقع حاليّاً من الزريب إلى امتداد شارع الملك عبد العزيز طولاً إلى بلدية محافظة القطيف ومن ثُمّ سوق السمك إلى تقاطع موقع البريد والبرق. |

### إيران
| اسم                    | موقع                      | صورة | ملاحظات |
| ---------------------- | ------------------------- | ---- | --- |
| تخت سليمان             | أذربيجان الغربية (محافظة) |      | كان تخت سليمان قلعة رائعةً للوعاظ الإيرانيين القدامى الذين كانوا يدعون ب«المغ» وسلطتهم كانت إبان عهدي الأشكانيين والساسانيين، ودُمر هذا المعلم التاريخي إثر الهجمات المتتالية التي شنها الروم والعرب والمغول عليه. وقد بنيت القلعة حول بحيرة وأحيطت بسياج من الصخور. وكانت تمتد بشكلها البيضوي حوالي 400 متر إلى الجنوب و200 متر إلى الغرب. |
| حصن بابك               | مقاطعة كليبر              |      | بنيت القلعة بأمر من بابك خرمدين، وقد تمكن وأتباعه من التحصن فيها لمدة 22 سنة خلال حربه مع الجيوش العربية، وعُثر داخل القلعة مقتنيات فخارية ذات نقوش متعددة، وعملات تعود للقرون السادسة والسابعة للهجرة وتعود لعصر الدولة الأتابكية كما يوجد العديد من المواقع الأثرية. |
| فلك الأفلاك            | لرستان                    |      | تُعَد قلعة فلك الأفلاك أحد أهم الأبنية الهندسية التي شُيدت في عهد ساسانيون. وقد أُطلِق عليها عدد من الأسماء منذ تشييدها منذ أكثر من 1800 عام. ومن هذه الأسماء المُسجَّلة: شابورخاست أو حصن سابرخاست، وديزباز، وقلعة خمر آباد، وأخيرًا قلعة فلك الأفلاك. وقد اُستخدِمت هذه القلعة فيما بعد بعصر الدولة البهلوية كسجن. |
| قصر سروستان            | سروستان                   |      | على بعد حوالي 90 كم جنوب شرق مدينة شيراز. تم بناء القصر في القرن الخامس الميلادي، وكان إما مقر إقامة حكومي أو معبد النار. |
| قلعة آبدانان           | مقاطعة آبدانان            |      | |
| قلعة أتشغاه            | كاشمر                     |      | هي قلعة سياحيّة تقعُ في مدينة كاشمر. بُنيت هذه القلعة من قبل الحكومة الساسانية وكانَ دورها مهمًا فِي العصور القديمة. |
| قلعة أردشير            | كرمان                     |      | |
| قلعة أماج              | مقاطعة بستك               |      | كانت القلعة مزود بفتحات لإطلاق النار على العدو في كل الاتجاهات وهو يقع على ارض منبسطة وتحيط به من جهة الجنوب البساتين والنخيل وكانت قلعة آماج محصنة بالمدافع والأبراج المنيعة، وهناك أيضا موضع آخر في جنوب قلعة آماج يسمى بند آماج وبند آماج هذا كان موضع لتجمع الجيوش. |
| قلعة إيرج              | ورامين                    |      | هذا النصب التذكاري، أكبر حصن من الطوب الطيني للدفاع، هو الرائد العالمي في الشمال إلى طريق الاتصالات ورامين و 4 إلى البوابة من أجل تمكين الدخول إلى المبنى. لا تزال البوابات الأربعة للبوابة الرئيسية الواقعة في الشمال الشرقي من الكنوز العظيمة التي تعود إلى قرون ثابتة. |
| قلعة إيزدخواست         | إيزدخواست                 |      | تقع القلعة على قمة صخرة كبيرة ويمكن رؤية منازل صغيرة بها أزقة ضيقة للغاية. معبد النار في قلعة ازاد خاست هو أول معبد نار في إيران والذي تحول إلى مسجد من قبل ظهور الإسلام إلى إيران. من الجدير بالذكر أن هذه القلعة القديمة هي أول قلعة من الطوب اللبن في العالم من حيث التاريخ وهي ثاني بناء من الطوب اللبن في العالم بعد قلعة بم من حيث المدى. |
| قلعة الشيخ مكان        | مقاطعة درة شهر            |      | |
| قلعة بزي               | مقاطعة مباركة             |      | |
| قلعة بلقيس             | إسفرايين                  |      | كانت قلعة بلقيس، واستناداً إلى النصوص والمصادر التأريخية، عامرةً ومزدهرةً قبل الإسلام، وفي عام 31 للهجرة فتحه المسلمون. وتشير المكتشفات الأثرية ودراسات علماء الآثار إلى أنّ أقدم سكن بشري في مدينة بلقيس يعود إلى أواخر العهد الساساني وبدايات العصر الإسلامي، وكانت المدينة تنبض بالحياة حتى أواخر الحكم الصفوي، إلا أنه وفي عام 1731 للميلاد، تعرضت اسفراين القديمة (مدينة بلقيس) لهجمات الغزاة الأفغان وطالها الدمار، ممّا جعل أهاليها يبنون مدينة جديدة بالقرب منها. اسفراين وبسبب وقوعها في طريق رئيسي لعبور مختلف الأقوام المهاجرة من وإلى إيران مثل المغول والأزبك والأفغان وفي طيلة القرون الإسلامية، طالتها مراراً وتكراراً يد الإعتداء والهجوم والتدمير من قبل هذه الأقوام، بيد أنها أعادت حياتها وازدهارها السابق، وذلك بفضل جهود أبنائها وأهاليها. هناك من الخبراء من يرون ان حصن بلقيس الكبير في اسفراين يأتي في المرتبة الثانية بعد حصن بم الشهير، والذي تم بناؤه وفقاً للنمط المعماري القائم في العصر الساساني، وكان الطوب من أهمّ المواد الانشائية المستخدمة فيه. |
| قلعة بمبور             | بمبور                     |      | |
| قلعة بهستان            | مقاطعة ماهنشان            |      | تحاذي هذه القلعة ضفاف نهر قزل اوزن وهي تضم العديد من الغرف والممرات والسلالم المتعرجة، ويقول علماء الآثار بأنها شيدت في العهد الإخميني، ويرى بعض العلماء أن تأريخها الحقيقي يعود إلى الحقبة الميدية إذ إن الميديون قد استوطنوا هذه المنطقة وشيدوا القلاع دفاعاً عن أنفسهم قبال هجمات الأعداء. ومن جانب آخر تبين الدراسات التأريخية ان القلعة كانت منذ عهد الأخمينيين وحتی القرن الخامس الهجري يستفاد منها في الدفاع عن المدينة. وعند الدخول إلى القلعة نشاهد ان الطوابق العليا للدفاع والحرب، والسفلى تُستَخدَم كمستودع ذخائر، أي بمعنى ان أرزاق الناس كانت تخزن هناك. تُعتبَر قلعة بهستان من ضمن 20 قلعة تأريخية موجودة في مدينة زنجان والتي بنيت في قلب الجبل وكانت عند تشييدها من أهم الأبنية الدفاعية لدى الحكام. |
| قلعة توصيلة            | مقاطعة بستك               |      | |
| قلعة جمشيدي            | نيمور                     |      | |
| قلعة جوشين             | مقاطعة ورزقان             |      | |
| قلعة خويدك             | مقاطعة يزد                |      | |
| قلعة دختر (ساوة)       | ساوة                      |      | |
| قلعة دختر (فيروز أباد) | مقاطعة فيروز أباد         |      | بنيت هذه القلعة في ثلاثة مستويات متدرجة على سفح الجبل، لذا فإن المدخل الأصلي واقع في الطبقة الأولى عن طريق ممر ملتوٍ ومُدَّرَج، وفي وسطها باحة واسعة تحيط بها من ثلاثة جهاتها غرف مبنية بأسلوب معماري فريد، وفي جهته الرابعة تم بناء المبنى الأصلي. |
| قلعة دختر (قم)         | مقاطعة قم                 |      | |
| قلعة راين              | راين                      |      | وفقا للوثائق القديمة، كانت تقع على الطريق التجاري، وكانت واحدة من مراكز تجارة السلع القيمة والمنسوجات عالية الجودة. كان أيضًا مركزًا لتصنيع السيف والسكين، وفي وقت لاحق أيضًا، كان مدافعًا. مع شلال بالقرب من المدينة، جبل هزار على ارتفاع 4501 مترًا، والعديد من حدائق الفاكهة ومناجم الرخام الأخضر والوردي وكبريتات الصوديوم وعدة ينابيع حرارية، أصبح وجهة سياحية جذابة. |
| قلعة رودخان            | مقاطعة فومن               |      | ونظراً لأن مدينة فومن كانت وعلى مدى عصور عاصمة للحكومات المتعاقبة في جيلان، لذا تتضح اهمية قلعة رودخان أكثر فاكثر، وتأريخياً لم تتعرض هذه القلعة لأي هجوم منذ ان شُيدَت فبالإضافة إلى وقوعها وسط الغابات وتحصينها الجيد يوجد نهر ايضاً يعرف باسم رودخان غرب القلعة والذي ينبع من ارتفاعات جبل ماسولة وكان هذا النهر عائقاً أمام حركة جنود العدو نحو القلعة كما أن الغابات الكثيفة كانت هي الأخرى عائقاً أمام جنود العدو. |
| قلعة زندان             | مقاطعة دير                |      | |
| قلعة سر يزد            | مقاطعة مهريز              |      | تم بناء القلعة خلال العصر الساساني، في وقت ما بين القرنين الثالث والسابع الميلادي وهي مصنوعة من الطوب اللبن. أما دفاعاتها فهي عبارة عن جدارين مركزين، يبلغ ارتفاع الجدار الخارجي ستة أمتار ويبلغ طول الجدار الداخلي تسعة أمتار. بالإضافة إلى الجدران تم بناء خندق مائي أيضًا. بناء يحتوي على 480 غرفة. |
| قلعة سميران            | محافظة قزوين              |      | |
| قلعة سنغ               | مقاطعة سيرجان             |      | |
| قلعة سيبة              | مقاطعة بستك               |      | |
| قلعة شواز              | شواز                      |      | |
| قلعة طوس               | طوس                       |      | |
| قلعة غبري              | الري                      |      | |
| قلعة قهقة              | مقاطعة راور               |      | |
| قلعة قورتان            | قورتان                    |      | |
| قلعة كنغلو             | مقاطعة سواد كوه           |      | |
| قلعة لمسر              | قزوين                     |      | |
| قلعة ميمون             | مقاطعة قزوين              |      | |
| قلعة نارين (ميبد)      | ميبد                      |      | |
| قلعة هزار درب          | آبدانان                   |      | |
| قلعة هولاكو خان        | مقاطعة أسكو               |      | |
| قلعة يزدجرد            | زردة                      |      | |
| كهنة قلعة (مشكين شهر)  | مشكين شهر                 |      | |
| معبد النار وقلعة كهنة  | مقاطعة كاشان              |      | |

### عُمان
| اسم      | موقع          | صورة | ملاحظات |
| -------- | ------------- | ---- | --- |
| قلعة نخل | منطقة الباطنة |      | تعد القلعة إحدى المزارات السياحية الهامة التي يقصدها زوار منطقة نخل والباطنة عمومًا. وفي عام 1990م، انتهى ترميم القلعة وتجهيزها بالصناعات الحرفية والتحف الآثرية بحيث أصبحت نقطة جذب يؤومها السياح والزوار. اشتهرت منطقة نخل بكثرة الينابيع المعدنية والعيون الساخنة التي تتدفق على مدار السنة من صدوع في صخور الجبال والذي كان السبب في كثرة مزارع وبساتين النخيل. |

### روسيا
| اسم             | موقع   | صورة | ملاحظات |
| --------------- | ------ | ---- | --- |
| قلعة نارين كالا | ديربند |      | القلعة بشكلها غير منتظم تغطي مساحة قدرها 4.5 هكتار. جدرانها معززة ومحصنة بالأبراج الصغيرة الواقعة على مسافة 20-30 مترا بعضها عن البعض. في الركن الجنوبي الغربي من الحصن يقع برج مربع كبير، المخصص للدفاع. الجبال المرتفعة تلعب دور الحماية الإضافية من جهات الثلاث الباقية. بقيت داخل القلعة الحمامات وخزانات المياه وأطلال المباني التي يمكن أن يثبت عودة تدشين القلعة إلى العصور القديمة. من بينها كنيسة عائدة إلى القرن الخامس، والتي تم تحويلها في وقت لاحق إلى معبد النار ومن ثم إلى مسجد. |